# Аеродром Доњецк
Међународни доњецки аеродром „Сергеј Прокофјев” (укр. Міжнародний аеропорт "Донецьк") је неоперативни аеродром који се налази 10 km (6,2 mi) северозападно од Доњецка у Украјини, а који је уништен 2014. године током рата на истоку Украјине. Изграђен је четрдесетих и педесетих година 20. века, а обновљен је 1973. и поново од 2011. до 2012. Аеродром је добио име по композитору 20. века Сергеју Прокофјеву, који је био родом из Доњецке области.